# Porth
Porth est une ville et une communauté du borough de comté de Rhondda Cynon Taf, au pays de Galles.

## Géographie
Porth est située dans la vallée de la Rhondda, au confluent de ses deux branches principales, la Rhondda Fawr (qui vient de l'ouest) et la Rhondda Fach (qui vient du nord).
La gare de Porth (en) est desservie par les trains de la Rhondda line (en) qui relie Cardiff à Treherbert.

## Démographie
Au recensement de 2011, la communauté de Porth comptait 5 970 habitants.